# VfR Nierstein
Der VfR Nierstein 1911 e. V. ist ein deutscher Sportverein mit Sitz in der rheinland-pfälzischen Stadt Nierstein innerhalb der Verbandsgemeinde Rhein-Selz im Landkreis Mainz-Bingen. Neben der Fußball-Abteilung besitzt der Verein noch Abteilungen für Gymnastik und Karate.

## Geschichte

### Fußball

#### Gründung bis Zweiter Weltkrieg
Die Gründung des Vereins erfolgte im Jahr 1911, zu dieser Zeit gab es in der Stadt mit der Victoria 1911 und der Alemannia noch zwei weitere Vereine. Bedingt durch den Ersten Weltkrieg mangelt es dann an Spielern, daraufhin schließt sich der Verein mit der Victoria 1911 zusammen. Zuerst tritt der Verein dann noch als Fußballverein Nierstein auf, um das Jahr 1920 herum entsteht dann der bis heute gültige Name Verein für Rasenspiele 1911. Im Jahr 1922 tritt der Verein als einziger in der näheren Umgebung dem Süddeutschen Fußballverband bei. In der Saison 1932/33 gelingt dann der Kreismeistertitel, womit der Verein in die damals zweitklassige Kreisliga aufsteigen konnte. Im Jahr 1936 erfolgte dann durch die Nationalsozialisten eine Zwangsfusion mit dem Turnverein zur Turn- und Sportgemeinde Nierstein, drei Jahre später muss man den Spielbetrieb aber schlussendlich auch einstellen.

#### Nachkriegszeit
Nach dem Ende des Krieges wird der Verein dann im Jahr 1946 neugegründet. Ein Jahr später erfolgt dann auch die erste Generalversammlung. Am Ende der Saison 1948/49 gelingt der ersten Mannschaft dann die Bezirksmeisterschaft und damit dann auch der Aufstieg in die zu dieser Zeit zweitklassige Landesliga. Die erste Saison in der Landesliga Rheinhessen/Nahe endete dann mit 25:31 Punkten und dem achten Platz im Mittelfeld der Tabelle. Nach der Saison 1951/52 wurde die Landesliga dann aufgelöst und bedingt durch 16:36 Punkten und dem zwölften Platz musste der Verein dann zur nächsten Saison in der viertklassigen 2. Amateurliga Rheinhessen antreten.

#### Zwischen 2. Amateurliga und A-Klasse
In der Saison 1968/69 kann die Meisterschaft in der A-Klasse eingefahren werden, womit die Mannschaft in die 2. Amateurliga Rheinhessen zurückkehren kann. Ein weiteres Mal gelingt dies dann in der Saison 1975/76 sowie in der Saison 1982/83.

#### Heutige Zeit
In der Saison 2003/04 spielt die erste Mannschaft in der Kreisliga Bingen und belegt dort mit 51 Punkten den fünften Platz. Am Ende der Spielzeit 2005/06 gelingt hier dann mit 70 Punkten der zweite Platz, womit die Mannschaft den Aufstieg in die Bezirksklasse Rheinhessen wahrnehmen kann. Mit 35 Punkten platzierte man sich hier in der ersten Saison auf dem elften Platz. In der Saison 2017/18 gelingt dann in der mittlerweile A-Klasse heißenden Spielklasse mit 66 Punkten vor dem FSV Oppenheim die Meisterschaft und damit der Aufstieg in die Bezirksliga. In dieser Liga spielt der Verein auch noch bis heute.

### Handball
Im Jahr 1976 wurde eine Damen-Handball Abteilung im Verein gegründet. Diese wird im Jahr 1977 dann Rheinhessen-Meister und steigt in die zu dieser Zeit zweitklassige Regionalliga auf. Im Verbandsbereich Rheinhessen gelingt dann 1980 auch noch der Sieg im Pokal. In der Saison 1980/81 gelingt ein weiteres Mal die Rheinhessen-Meisterschaft, jedoch entscheidet man sich gegen einen Aufstieg, auch den Pokal holt man in dieser Saison ein weiteres Mal. Im Jahr 1989 gelingt den Damen dann noch einmal der Wiederaufstieg in die Oberliga Rheinhessen. Dort wiederum gelingt dann im Jahr 1995 die Meisterschaft und eine Rückkehr in die Regionalliga. Im Jahr 2010 schließen sich die Damen dann dem TV Nierstein an.

## Weitere Abteilungen
Als weitere Abteilungen existiert seit dem Jahr 1972 eine Damen-Gymnastik Abteilung. Seit 1996 zudem noch eine Karate-Abteilung, welche bislang mehrere deutsche Meistertitel erzielen konnte.

## Persönlichkeiten
- Horst Hülß (1938–2022, Fußballtrainer)
- Willi Löhr (* 1947, Fußballtrainer)
- Timo Becker (* 1989, Jugendspieler und später in der 3. Liga bei Wiesbaden)